# Aleuropleurocelus anahuac
Aleuropleurocelus anahuac es un hemíptero de la familia Aleyrodidae, subfamilia Aleyrodinae.
Fue descrita científicamente por primera vez por Vicente Emilio Carapia Ruiz y Oscar Ángel Sánchez Flores en Carapia-Ruiz et al. 2018

## Etimología
El epíteto específico anahuac se refiere a la región de México nombrada “meseta de Anáhuac”, lugar donde es común esta especie.

## Hospederos
Quercus spp.

## Distribución
México: Estados de México, Morelos y Puebla.